# Babica kukmašica
Babica kukmašica (lat. Salaria pavo) - domaćih naziva slingura krunašica, huhorica je riba koja spada u porodicu slingurki (Blenniidae).

## Opis
Ima sluzavo tijelo, golo bez ljusaka, izduženo, Mužjak na glavi ima mesnatu izbočinu. Žute ili zelenožute je boje, s crvenkastim šarama koje su ispresjecane plavim florescenrnim mjestima. Žive u samom plićaku, do 2 m dubine, u procjepima stijena i rupama, odakle rijetko izlaze, a voli i manje slanu vodu. Hrani se algama, a može narasti do 13 cm duljine.
Ova vrsta živi na cijelom Mediteranu i Crnom moru, kao i na Atlantiku, od Francuske do Maroka.

## Vanjske poveznice
|  | Zajednički poslužitelj ima još gradiva o temi Babica kukmašica |
|  | Wikivrste imaju podatke o taksonu Babica kukmašica             |